# 火山渣芽胞杆菌属
火山渣芽胞杆菌属（学名：Scopulibacillus），是芽孢乳杆菌科下的一个属。  

## 下属分类
- 大曲岩石芽胞杆菌 Scopulibacillus daqui Yao et al. 2016
- Scopulibacillus darangshiensis Lee and Lee 2015